# Fish out of water
Fish out of water er en dansk oplysningsfilm fra 2012, der er instrueret af Dagný Björk Kristjánsdóttir og Jannie Pallesen.

## Handling
Emanuel er en ogiek - en skovvogter. Han bor i det nordlige Kenya i Mauskoven sammen med sin lille familie. Emanuel har et problem, for hans søn er syg. Ogiek-folket bruger honning som medicin, så Emanuel vil gerne finde noget honning til sin søn. Men det er nemmere sagt end gjort. For store dele af Mauskoven er blevet fældet til fordel for landbrugsjord, og bierne har derfor forladt skoven.